# Вардарський регіон
Варда́рський регіо́н (мак. Вардарски регион) — один з восьми регіонів Північної Македонії. Назва походить від долини річки Вардар в якій розташований регіон. Центр регіону — місто Велес.
Вардарский регіон включає 7 громад розташованих в долині річки Вардар. Найбільшими містами є Велес, Кавадарці та Неготино. За результатами перепису 2002 року в громадах Вардарського регіону проживають 133 248 жителів. Загальна площа громад регіону — 3393 км ².

## Населення
Згідно з даними перепису станом на 2002 рік в регіоні проживало 133248 осіб, з яких македонці — 87,83%, албанці — 3,62%, турки — 2,15%, боснійці — 2,15%, серби — 1,04%, роми — 0,94%, інші — 2,02%.

## Адміністративний поділ
Регіон адміністративно поділяється на 9 общин:
| Община       | Центр              | Площа, км² | Населення, (перепис 2002) | Герб | Прапор | Карта |
| ------------ | ------------------ | ---------- | ------------------------- | ---- | ------ | ----- |
| Велес        | місто Велес        | 427,5      | 55108                     |      |        |       |
| Градсько     | село Градсько      | 236,2      | 3760                      |      |        |       |
| Демир-Капія  | місто Демир-Капія  | 311,1      | 4545                      |      |        |       |
| Кавадарці    | місто Кавадарці    | 992,4      | 38741                     |      |        |       |
| Лозово       | село Лозово        | 166,3      | 2858                      |      |        |       |
| Неготино     | місто Неготино     | 426,5      | 19212                     |      |        |       |
| Росоман      | село Росоман       | 132,9      | 4141                      |      |        |       |
| Светі-Николе | місто Светі-Николе | 482,9      | 18497                     |      |        |       |
| Чашка        | село Чашка         | 819,5      | 7673                      |      |        |       |

## Населені пункти
Найбільші населені пункти: з населення понад 2000 осіб:
| №  | Населений пункт | Населення, осіб (2002) |
| -- | --------------- | ---------------------- |
| 1  | Велес           | 43 716                 |
| 2  | Кавадарці       | 29 188                 |
| 3  | Светі-Николе    | 13 746                 |
| 4  | Неготино        | 13 284                 |
| 5  | Ваташа          | 3 502                  |
| 6  | Демир-Капія     | 3 275                  |
| 7  | Превалець       | 2 974                  |
| 8  | Росоман         | 2 554                  |
| 9  | Горно-Оризарі   | 2 262                  |
| 10 | Градсько        | 2 219                  |